# ウォーターメロン・ウーマン
ウォーターメロン・ウーマン（ The Watermelon Woman ）は、1996年に製作されたアメリカ合衆国の映画。
監督・脚本・主演の3役をシェリル・デュニエがこなした。
1996年、第46回ベルリン国際映画祭にてテディ・ベア賞を受賞。
日本では、1997年、第6回東京国際レズビアン&ゲイ映画祭にて初上映された。

## キャスト
- シェリル：シェリル・デュニエ
- ダイアナ：グィネヴィア・ターナー
- タマラ：ヴァレリー・ウォーカー
- フェイ・リチャーズ （ウォーターメロン・ウーマン）：リサ・マリー・ブロンソン
- 自身：カミール・パーリア
- ミセス・デュニエ：イレーヌ・デュニエ
- エミー・コリンズ
- 自身：クリストファー・マン

カメオ出演
- ジューン・ウォーカー：シェリル・クラーク
- リー・エドワーズ：ブライアン・フリーマン
- トシ・レーガン
- サラ・シュルマン